# Joseph Lothar von Königsegg-Rothenfels
Le comte Joseph Lothar Dominik von Königsegg-Rothenfels (appelé également Lothar Joseph), né le 17 mai 1673 à Vienne et mort le 8 décembre 1751 dans la même ville, est un diplomate impérial et maréchal autrichien. De 1736 à 1738, il est président du Conseil aulique de guerre.

## Biographie

### Jeunes années
Lothar von Königsegg est l'un des fils cadets du comte Leopold Wilhelm von Königsegg-Rothenfels (de) issu de son premier mariage avec Maria Polyxena, comtesse Scherffenberg (de), fille de Johann Wilhelm von Schärffenberg (bg). Ses parents lui projettent alors une carrière spirituelle et l'envoient à l'école des Jésuites de Besançon. Plus tard, à l'âge de 16 ans, Lothar devint chanoine à Salzbourg et Passau. Il est ensuite censé compléter sa formation de camerlingue à Rome. Cependant, Lothaire n'étant pas comblé par la profession cléricale, il quitte Rome et rejoint l'armée impériale, alors en guerre contre les Turcs en Hongrie.

### Début de la carrière militaire et diplomatique
De 1691 à 1699, il sert dans le régiment de cuirassiers Hohenzollern dans la guerre contre les Turcs. Il participe ensuite aux campagnes de la Guerre de Succession d'Espagne (1701-1714) en Italie sous le commandement du prince Eugène de Savoie (1663-1736). Le 5 octobre 1702, il est nommé colonel (Oberst) et le 12 janvier 1703 reçoit son propre régiment d'infanterie. Le 13 janvier 1705, il est promu Generalfeldwachtmeister et peu de temps après, il est nommé Feldmarschallleutnant (11 avril 1708). Il continue à servir en Italie tout au long de la guerre, se distinguant à la bataille de Turin (1706) et restant par la suite commandant de la forteresse de Mantoue. À la fin de la guerre, le comte Lothar a joué un rôle important dans les négociations diplomatiques qui mènent au traité de Rastatt.
En 1716, il épouse, à Bruxelles, Marie-Thérèse de Lannoy (19 décembre 1692 - 6 juin 1750), fille de François-Hyacinthe de Lannoy, 4e comte de la Motterie et d'Anne-Françoise de Gavre ; ce mariage reste sans enfant.
Königsegg reste aux commandes des troupes autrichiennes dans les Pays-Bas autrichiens nouvellement acquis de 1714 à 1717. Le 13 mai 1716, il est promu Feldzeugmeister. Des missions diplomatiques à Paris (à la cour de Louis XV), Dresde et Varsovie (la Saxe et la Pologne sont alors unies par une union personnelle sous le règne d'Auguste II) se succèdent entre 1717 et 1722. Au cours de cette mission, il est décoré de l'ordre de l'Aigle blanc. À partir de 1722, Königsegg dirige le commandement en Transylvanie, où il est nommé maréchal le 16 octobre 1723. Cette activité est de courte durée, car peu de temps après, il se voit de nouveau confier des missions diplomatiques à La Haye et à Madrid (1725-1730). De retour d'Espagne, il reçoit l'Ordre de la Toison d'or (1731), et devient également conseiller privé impérial. À partir de 1728, Königsegg est vice-président du Conseil aulique de guerre.

### Guerre de Succession de Pologne

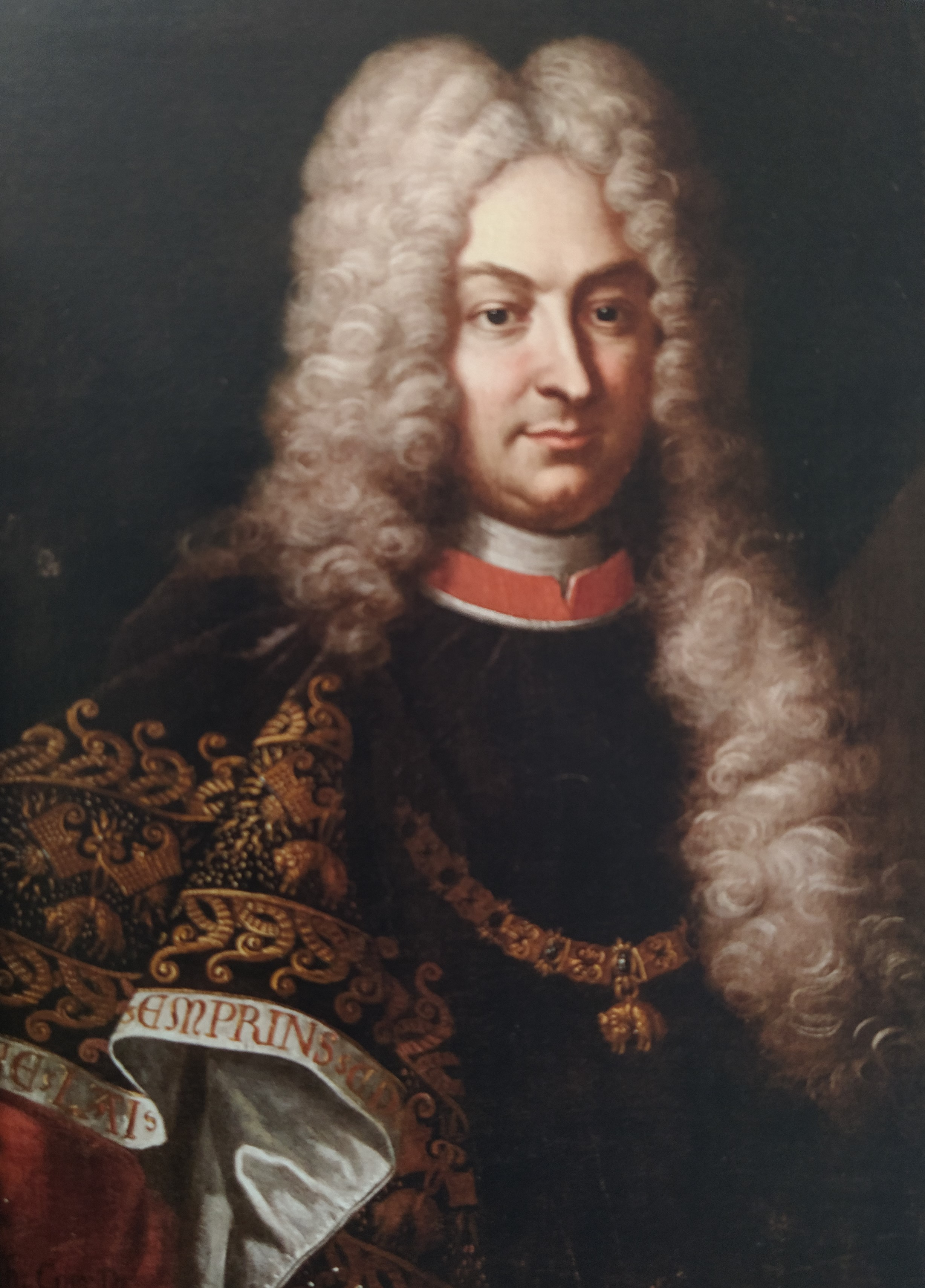
Portrait du comte Lothar von Königsegg-Rothenfels, galerie des chevaliers de l'Ordre de la Toison d'or, dans la salle des chevaliers du.

Pendant la guerre de Succession de Pologne (1733-1735/38), il prend le commandement suprême dans le nord de l'Italie en juillet 1734, succédant à feu le général de Mercy-Argenteau. D'abord, il opère défensivement contre la coalition franco-espagnole et a début septembre 1734 une action d'avant-garde favorable à Gradella. Cependant, comme l'armée impériale est déjà sans approvisionnement suffisant, Königsegg décide d'évacuer son camp et d'attaquer l'ennemi. Dans cette opération, Frédéric-Louis de Wurtemberg dirige un corps de 10 000 hommes contre la ville de San Benedetto, où le roi Charles-Emmanuel avait son quartier général. Lors des batailles de Quistello (it) et Bondanello (sh), il parvient à surprendre l'armée franco-sarde le 15 septembre et à conquérir tout le camp ennemi. L'armée franco-sarde se retire pour se renforcer et bat de manière décisive les impériaux le 19 septembre 1734 à la bataille de Guastalla. L'année suivante, les impérialistes se retirent au Tyrol, où Königsegg démissionne du commandement suprême.

### Fin de carrière
Après la mort du prince Eugène de Savoie en 1736, il devient président du Conseil aulique de guerre. Dans la guerre austro-russo-turque (1735-1739) qui s'ensuit, Königsegg prend lui-même le commandement suprême en 1737. Cependant, comme la guerre tourne mal pour l'Autriche, il doit démissionner de tous les postes militaires l'année suivante. Il reçoit le poste d'Oberhofmeister auprès de l'impératrice Élisabeth-Christine, tandis que son pouvoir politique se limite au poste de ministre de la Conférence. Avec cette simple dégradation, Königsegg « s'en tire bien », car certains officiers militaires autrichiens de premier plan sont dans le même temps condamnés à des peines d'emprisonnement pour leur échec dans la guerre turque. Après l'arrivée au pouvoir de Marie-Thérèse en 1740, le comte est nommé Oberst-Land- und Hauszeugmeister. Dans cette fonction, il participe essentiellement à des missions diplomatiques dans le cadre de la guerre de Succession d'Autriche (1740-1748). Il élabore des plans de campagne contre la France et la Prusse. Il devient conseiller militaire du commandant en chef Charles de Lorraine et, en 1742, prend brièvement le commandement suprême de l'armée autrichienne en Moravie et en Bohême. Ainsi, il participe à la bataille perdue de Chotusitz (1742), puis mène en 1743 des négociations pour le retrait de l'armée française de Prague. En 1744, il est brièvement commandant de Vienne avant d'assumer le commandement suprême des Pays-Bas autrichiens. Lors de la bataille de Fontenoy (11 mai 1745), Königsegg commande le corps autrichien (tandis que le commandement suprême des troupes alliées est laissé au duc de Cumberland). Blessé et démis de ses fonctions (il sera remplacé au commandement suprême des Pays-Bas autrichiens par Charles-Urbain de Chanclos de Rets de Brisuila), le comte retourne à Vienne, où il n'occupe plus que le poste de ministre de la Conférence. Il y meurt sans enfant le 8 décembre 1751 à l'âge de 78 ans et est inhumé dans l'église franciscaine Saint-Jérôme.

## Famille
Il est le frère de Hugo Franz von Königsegg-Rothenfels (de) (1660-1720), évêque de Leitmeritz, et l'oncle de Christian Moritz von Königsegg-Rothenfels (1705-1778), maréchal de l'armée impériale autrichienne, et de Maximilien-Frédéric de Königsegg-Rothenfels (1708-1784), archevêque de Cologne.